# Cophura vandykei
Cophura vandykei är en tvåvingeart som beskrevs av Wilcox 1965. Cophura vandykei ingår i släktet Cophura och familjen rovflugor. Inga underarter finns listade i Catalogue of Life.